# Visoko, Šenčur
Visoko este o localitate din comuna Šenčur, Slovenia, cu o populație de 802 locuitori.